# Foxwarren (album)
Foxwarren is het gelijknamige debuutalbum van de Canadese band Foxwarren. De band heeft ongeveer tien jaar geleden al opnames gemaakt voor hun eerste album, maar dat is nooit afgerond omdat zanger/gitarist Andy Shauf het te druk had met zijn solo-carrière. Met lange tussenpozen is er gewerkt aan deze plaat die in november 2018 eindelijk is verschenen. Op dit album staat sfeervolle, vaak gevoelige en dromerige muziek met psychedelische invloeden, elektronische geluiden en harmonieuze samenzang. Alle nummers zijn geschreven door de bandleden zelf. De band is genoemd naar de geboorteplaats van de bandleden Daryl en Avery Kissick in Foxwarren, Manitoba, Canada.  

## Nummers
1. "To be" (2:54)
2. "Lost in a dream" (2:55)
3. "Everything apart" (4:16)
4. "In another life" (2:59)
5. "I'll be alright" (2:33)
6. "Lost on you" (4:20)
7. "Your small town" (2:48)
8. "Sunset canyon" (4:20)
9. "Fall into a dream" (4:56)
10. "Give it a chance" (3:45)

## Muzikanten
- Andy Shauf (zang, gitaar en keyboard)
- Dallas Bryson (gitaar en zang)
- Daryl Kissick (bas)
- Avery Kissick (drums)

## Productie
Het album Foxwarren is opgenomen en geproduceerd door de band zelf. Your small town is opgenomen door de band met geluidstechnicus Rob Morrisson. De plaat is gemixt door Jon Anderson (in diens studio Protection Island) en gemasterd door Philip Shaw Bova in zijn Bova Labs Studios.
Op de albumhoes staat een foto van de band in de studio. De foto’s zijn gemaakt door Chris Graham en Danielle Tocker en het ontwerp/lay out is van Mat Dunlap. 
Er zijn twee singles van dit album verschenen: Everything apart is een up-tempo nummer met elektronische begeleiding en To be is een gevoelig, wat zweverig liedje. 
De Amerikaanse site AllMusic heeft dit album gewaardeerd met vier sterren (het maximum is vijf sterren).